# James Curry
Paul James Curry (* 1. Juni 1960 in Stepney, London) ist ein britischer römisch-katholischer Geistlicher und Weihbischof in Westminster.

## Leben
James Curry besuchte die Cardinal Griffin School und die St. Philip Howard Secondary School. Anschließend studierte er Philosophie und Katholische Theologie am Priesterseminar Allen Hall im Londoner Stadtteil Chelsea. Am 17. Mai 1986 empfing er in der Kirche St. Francis of Assisi in Notting Hill durch den Erzbischof von Westminster, Basil Kardinal Hume OSB, das Sakrament der Priesterweihe für das Erzbistum Westminster.
Curry war nach der Priesterweihe zunächst als Pfarrvikar der Pfarreien Precious Blood in Edmonton (1986–1990) und St. Francis of Assisi in Notting Hill (1990–1994) tätig, bevor er als persönlicher Sekretär der Erzbischöfe von Westminster, Basil Hume (1994–1999) und Cormac Murphy-O’Connor (2000–2002), wirkte. Daneben erwarb er 1993 nach weiterführenden Studien an der Katholieke Universiteit Leuven einen Bachelor of Theology. Am 11. Juni 2001 verlieh ihm Papst Johannes Paul II. den Ehrentitel Päpstlicher Ehrenkaplan. Von 2002 bis 2008 war er Pfarrer der Pfarrei Our Lady of Grace and St. Edward in Chiswick. Ab 2008 wirkte Curry als Pfarrer der Pfarrei Our Lady of Victories in Kensington. Zudem fungierte er von 2013 bis 2016 als Bischofsvikar für den Westen Londons und von 2021 bis 2022 als Kaplan des Bürgermeisters der Royal Borough of Kensington and Chelsea. Darüber hinaus gehörte er ab 2013 dem Priesterrat und dem Bischofsrat des Erzbistums Westminster an. Außerdem war er Trustee der Friends of the Holy Land and Pilgrimage People und Prior der Sektion Westminster des Ritterordens vom Heiligen Grab zu Jerusalem.
Am 22. April 2024 ernannte ihn Papst Franziskus zum Titularbischof von Ramsbiria und zum Weihbischof in Westminster. Der Erzbischof von Westminster, Vincent Kardinal Nichols, spendete ihm am 18. Juni desselben Jahres in der Westminster Cathedral die Bischofsweihe; Mitkonsekratoren waren der Erzbischof von Liverpool, Malcolm McMahon OP, und der emeritierte Erzbischof von Cardiff, George Stack.